# Johann Daniel Horstius

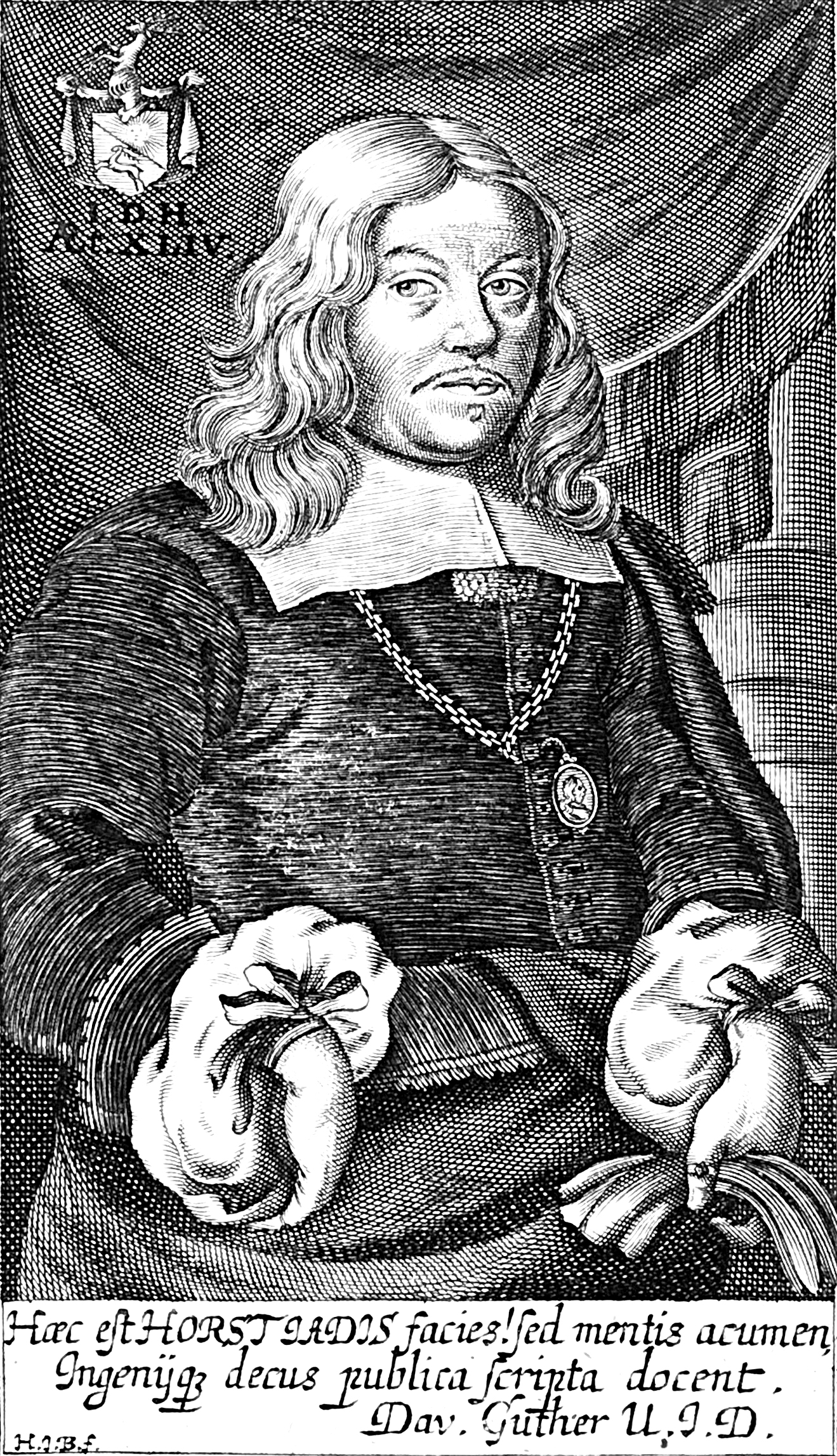
Johann Daniel Horstius

Johann(es) Daniel Horstius (Latinisierung von Johann Daniel Horst; Pseudonym: Phönix I.; * 14. Oktober 1616 in Gießen; † 27. Januar 1685 in Frankfurt am Main) war ein deutscher Mediziner und Balneologe.

## Leben
Johann Daniel Horst(ius) war der Sohn des Mediziners und Anatomen Gregor Horstius, sein Bruder Gregor Horst war ebenfalls Mediziner. Auf Grund der Ausbreitung des Dreißigjährigen Krieges zog die Familie 1622 nach Ulm um, wo er die Schule und das Gymnasium besuchte. Nach dem Studium der Medizin an der Universität Rostock, welches er 1635 mit der Magisterwürde abschloss, und einer Reise nach Dänemark erhielt er 1636 die Doktorwürde der Universität Tübingen. Bereits im folgenden Jahr wurde er hessisch-darmstädtischer Leibmedikus und Professor für Medizin an der Universität Marburg, an der er auch ab 1644 Vorlesungen in Physik hielt. 1642 war er Rektor der Universität. Nachdem 1650 die Universität Gießen wieder gegründet worden war, wurde er dort Professor für Medizin, war aber ab 1651 dauerhaft als Leibarzt Georgs II. in Darmstadt. Nach dem Tod Georgs II. 1661 wählte sein Nachfolger Ludwig VI. Johann Tackius zu seinem Leibarzt, woraufhin Horstius nach Frankfurt am Main übersiedelte und dort ab 1665 bis zu seinem Tod 1685 als Stadtphysicus, ab 1667 als physicus primarius, arbeitete.
Horstius war mit Elisabeth Schupp, Schwester von Johann Balthasar Schupp, verheiratet und hatte mit ihr acht Kinder, von denen fünf in jungen Jahren starben. Seine Tochter Marie Elisabeth heiratete Lorenz Strauß, Professor der Medizin und Physik an der Universität Gießen. Seine Söhne waren Georg, Mediziner und ebenfalls Stadtphysicus in Frankfurt am Main, und Johann Otto, sachsen-eisenacher Leibmedikus, der eine Tochter von Werner Rolfinck heiratete.
Am 30. Dezember 1655 wurde Johann Daniel Horstius mit dem Beinamen Phoenix I. als Mitglied (Matrikel-Nr. 15) in die Leopoldina aufgenommen.

## Werke (Auswahl)

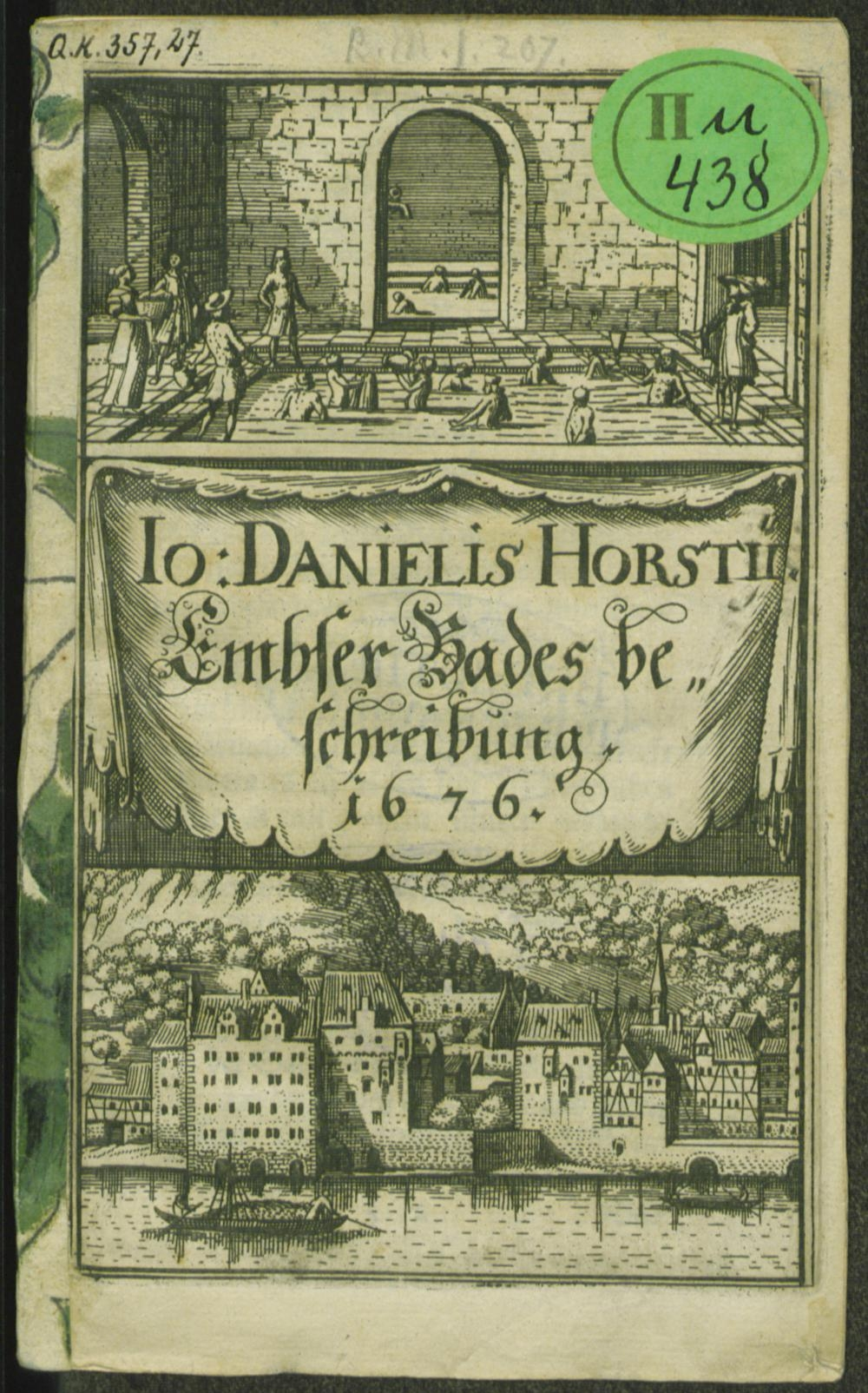
Embser Bades beschreibung, 1676

Neben seinen medizinischen Schriften sind hier besonders seine balneologischen Werke erwähnt:
- Gebrauch und Würckung deß Schwalbachers Sawer-Brunnens/ Auß Tabernae Montani, vnd anderer vornemen Medicorum Schrifften auch achzehen Jähriger Erfahrung. Willhelm Serlin/ vnd Georg Fickwirt, Franckfurt 1655 (23:634250R im VD 17.).
- Kurtze Beschreibung der Sauer-Brunnen Zu Langen-Schwalbach und Dönningstein; Wie auch/ Deß Embser-Berstädter-Brodel- und Wißbades. Georg Fickwirth, Franckfurt 1659 (23:296552S im VD 17.).
- Embser Bades beschreibung. [S.l.] 1676 (12:000651T im VD 17., Ausgabe 1680 7:664354M im VD 17.).
- Kurtzer Bericht vom Saur- und Brodel-Bronnen zu Langen-Schwalbach Auß 42 Jähriger Erfahrung. Franckfurt am Mayn 1680 (7:664358S im VD 17.).
- Beschreibung Deß Wißbades. Von neuem auffgelegt. Henning Müllern, Darmstadt 1680 (7:664519K im VD 17.).
- Kurtzer Bericht vom Niederselterischen Sauer-Bronnen/ aus 44. Jähriger Erfahrung. Hennig Müllern/ Fürstl. Buchdr., Darmstadt 1682 (14:075500D im VD 17.).
- Kurtzer Bericht Vom Embser-Bad an der Lahn/ in Teutsch und Frantzösisch/ So dann Wiß- und Offenauer-Bad/ Auß Vier und vierzig Jähriger Erfahrung auffgesetzt. Wie auch D. GEORG. MAII, und anderer Gelährten Gedancken über die Brunnen Zu Offenau/ Denig/ St. Menard/ Bachstainach/ [et]c. Sambt angehängtem außführlichem Bericht Doct. MARSILII WEIGELII Vom Embser Bad und Brunnen. Henning Müllern/ Fürstlichen Buchdr., Darmbstadt 1683 (39:142986C im VD 17.).